# Party.San Metal Open Air
Il Party.San Metal Open Air è un festival tedesco spiccatamente heavy metal e dedito al metal estremo, che si è svolto fino all'edizione 2011 a Bad Berka (vicino Weimar) in Germania e ora annualmente si svolge a Schlotheim, nella Turingia.

## Storia
Il festival nasce nell'agosto del 1996 per festeggiare una festa di compleanno e come un palco montato senza troppe pretese per far suonare alcune band locali. Per via di problematiche legate all'ordine pubblico, il festival venne però "ufficialmente" spostato da agosto a settembre 1996. Gli organizzatori decisero comunque di far suonare in agosto le band locali (anche se in via non ufficiale) e successivamente riportarono le stesse band anche a settembre per il festival "ufficiale". Nel 1996 ci furono quindi due edizioni del festival.
Il Party.San Metal Open Air si svolge ogni seconda settimana di agosto e attira ogni anno circa 10,000 spettatori.

## Edizioni

### 2013
8-10 agosto – Fugplatz Obermehler, Schlotheim, Germania.
Band fino ad oggi confermate:
- Alcest
- Alchemyst
- Anaal Nathrakh
- Attic
- Bombs of Hades
- Carpathian Forest
- Coffins
- Deserted Fear
- Deströyer 666
- Destruction
- Dr. Living Dead
- Dying Fetus
- Farsot
- Grand Supreme Blood Court
- Hooded Menace
- Impaled Nazarene
- Jig-Ai
- Legion of the Damned
- Tsjuder
- Unleashed
- Venom

### 2012
9-11 agosto – Fugplatz Obermehler, Schlotheim, Germania.
- Archgoat
- Assaulter
- Behemoth
- Bolt Thrower
- Chapel of Disease
- Cashley
- Cattle Decapitation
- Dark Fortress
- Dead Congregation
- December Flower
- Entrails
- General Surgery
- Ghost Brigade
- Gospel of the Horns
- Haradwaith
- Immolation
- Immortal
- In Solitude
- Incantation
- Insomnium
- Iron Lamb
- Kali Yuga
- Malignant Tumour
- Mortjuri
- Naglfar
- Necros Christos
- Nifelheim
- Nile
- Nocte Obducta
- Obscure Infinity
- Ragnarok
- Rectal Smegma
- Revel in Flesh
- Skalmöld
- Sodom
- Sólstafir
- Tankard
- Tormented
- Toxic Holocaust
- Trash Amigos
- Vallenfyre
- Venenum
- Vivus Humare
- Warbringer
- Zero Degree

### 2011
11-13 agosto – Fugplatz Obermehler, Schlotheim, Germania.
| Giovedì 11                                                                                     | Venerdì 12 | Sabato 13 |
| ---------------------------------------------------------------------------------------------- | --- | --- |
| Triptykon Decapitated Darkened Nocturn Slaughtercult Negură Bunget Aborted Dew-Scented Byfrost | Morbid Angel Ensiferum 1349 Belphegor Melechesh Primordial Absu Desultory Skeletonwitch Urgehal Truppensturm Puteraeon | At the Gates Enslaved Morgoth Watain Hail of Bullets Nachtmystium Taake Exhumed Heidevolk Panzerchrist Witchburner Cliteater Dawn of Desease |

### 2010

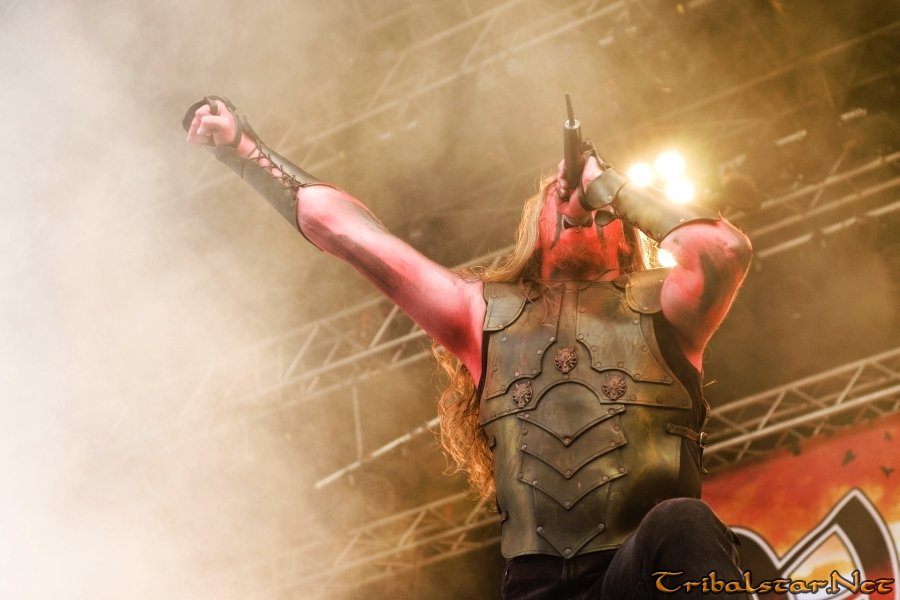
I Varg al Party.San 2010

12-14 agosto, Bad Berka, Germania.
| Giovedì 12                                                      | Venerdì 13 | Sabato 14 |
| --------------------------------------------------------------- | --- | --- |
| Watain The Devils Blood Monstrosity Devourment Merrimack Ketzer | Autopsy Sarke Dying Fetus Asphyx The Crown Demonical Ofermod Origin Suicidal Angels Lividity Milking the Goatmachine Onheil | Cannibal Corpse Lock Up Suffocation Napalm Death Aura Noir Necrophagist Månegarm Varg Desaster Ghost Brigade Tribulation Under That Spell |

### 2009
6-8 agosto, Bad Berka, Germania.
| Giovedì 6                                          | Venerdì 7 | Sabato 8                                                                                               |
| -------------------------------------------------- | --- | --- |
| Marduk Deströyer 666 Psycroptic Azarath Postmortem | Satyricon Unleashed Misery Index Hate Eternal Evocation Swallow the Sun Den Saakaldte Sólstafir Inhume Grabak Summers Dying | Six Feet Under Dark Funeral Brujeria Sadus Brutal Truth Shining Paganizer Beneath the Massacre Hellsaw |

### 2008
7-9 agosto, Bad Berka, Germania.
| Giovedì 7                                     | Venerdì 8 | Sabato 9 |
| --------------------------------------------- | --- | --- |
| Dismember Skyforger Farsot Deadborn Purgatory | Bolt Thrower Bloodbath Endstille Unanimated Týr Kampfar Lividity Hail of Bullets Tyrant Defloration Irate Architect | Obituary Behemoth Legion of the Damned Impaled Nazarene Maroon Vreid General Surgery Koldbrann Facebreaker Insision Imperious Malevolence |

### 2007
9-11 agosto, Bad Berka, Germania.
- Asphyx
- Belphegor
- Bewitched
- Cephalic Carnage
- Cliteater
- Die Apokalyptischen Reiter
- Disaster KFW
- Driller Killer
- Dying Fetus
- Equilibrium
- Funebrarum
- Gorgoroth
- Grave
- Haemorrhage
- Interment
- Korades
- Korpiklaani
- Lay Down Rotten
- Malevolent Creation
- Melechesh
- Merciless
- Old
- Red Harvest
- Taake
- The Black Dahlia Murder
- Vader

### 2006
10-12 agosto, Bad Berka, Germania.
- Eroded
- Rompeprop
- Naglfar
- Master
- Mourning Beloveth
- Killing Spree
- Cryptopsy
- Six Feet Under
- Hate
- Tankard
- Setherial
- Marduk
- Thyrfing
- Dew Scented (cancellato)
- Kaamos
- Desaster
- Hypocrisy
- Deströyer 666
- Turisas
- Kataklysm
- Niflheim
- Severe Torture
- Helrunar
- Watain
- Enslaved
- Illdisposed
- Rotten Sound
- Akrival